# Азербайджанський державний оркестр народних інструментів

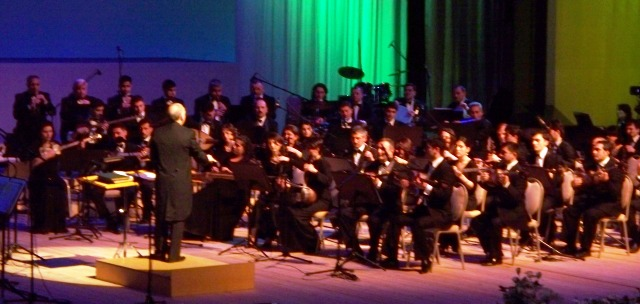
Виступ Азербайджанського державного оркестру народних інструментів в рамках Міжнародного фестивалю «Світ Мугама». Баку, 25 березня 2009 року.

Азербайджанський державний оркестр народних інструментів — перший нотний оркестр народних інструментів в Азербайджані.
Був створений в 1931 році з ініціативи основоположника азербайджанської професійної музики Узеір Гаджибекова за принципом симфонічного оркестру.
Оркестр народних інструментів Азербайджану є першим подібним оркестром народних інструментів на всьому Сході. Він відіграв важливу роль у розвитку національної музичної культури країни. Початковий склад оркестру складався всього лише з п'яти інструментів — тара, кяманчі, балабана, дойрі і нагарі. Потім до складу оркестру були введені такі інструменти, як гоша-нагару, зурна, тютек, канон, фортепіано та інші.
Оркестр є постійним учасником багатьох заходах державного масштабу, успішно гастролює по всьому світу, виступав на багатьох престижних міжнародних фестивалях. Так, в 2004 і 2005 роках колектив був двічі удостоєний високої премії «Гизил Чянг» XIX і ХХ фестивалю міжнародної музики «Фаджр», проведеного в столиці Іранської Ісламської Республіки — Тегерані.

## Диригенти оркестру
Художнім керівником і головним диригентом оркестру є професор Агаверді Пашаєв, заслужений діяч мистецтв Азербайджанської Республіки.